# Ockerzwergspecht

Verbreitungsgebiet des Ockerzwergspechtes, nördliche Population

Der Ockerzwergspecht (Picumnus limae) ist eine Vogelart aus der Gattung der Zwergspechte (Picumnus) aus der Familie der Spechte (Picidae).
Der Vogel ist endemisch im Osten Brasiliens.
Der Lebensraum umfasst eine Vielzahl von Landschaften von offenen, trockenen bis dichten, feuchten Wälder vom Meeresspiegel bis 1200 m Höhe. Die Art ist sowohl in ungestörtem Primärwald als auch in Stadtparks anzutreffen. Sie tritt im gleichen Lebensraum auf wie der Fleckenzwergspecht (Picumnus pygmaeus) im Westen und im Süden sowie die Unterart (Ssp.) P. e. Pernambucensis des Goldschuppen-Zwergspechtes (Picumnus exilis) im Osten.
Der Artzusatz bezieht sich auf den brasilianischen Naturbeobachter João Leonardo Lima (1874–1936).

## Merkmale
Es gibt eine hellere weißliche bis hell-gelbe Population im Norden, eine braunere im Süden und Osten sowie eine mittlere dazuwischen.
Die Art ist etwa 10 cm groß und wiegt zwischen 8 und 12 g. Die Färbung, besonders der Unterseite variiert von weißlich-gelb bis dunkler braun. Generell ist die Oberseite dunkler als die Unterseite. Das Männchen hat eine schwarze Kopfkappe mit weißen Punkten und einer roten oder orangefarbenen Stirn. Die Nasenhaare sind weiß. Der Schnabel ist grau, oft ist die Spitze schwarz, manchmal bis auf die Schnabelkante reichen. Der Rücken ist grau bis braun, der Nacken weißlich. Die Flügeldecken sind dunkelbraun. An der Brust sind manchmal vertikale hellere Streifen zu sehen. Der Schwanz ist schwarz mit drei weißen Streifen an den äußeren und beiden inneren Steuerfedern. Die Iris ist dunkelbraun, die Füße sind grau.
Das Weibchen hat kein Rot oder Orange an der Stirn, Jungvögel haben einen helleren Schnabel, der Scheitel ist braun mit weißen Streifen seitlich.
Die nördliche Population ähnelt dem Weißbauch-Zwergspecht (Picumnus spilogaster), die Habitate überlappen sich jedoch nicht.

## Geografische Variation
Die taxonomische Einordnung ist nicht einheitlich.
Bis vor kurzem wurde die helle und die bräunliche Population als separate eigene Arten Picumnus limae beziehungsweise (Picumnus fulvescens) angesehen und letzterer als Fahlzwergspecht bezeichnet. Die mittlere Population wurde als Unterart Picumnus limae saturatus des Ockerzwergspechtes betrachtet.
Aufgrund neuerer Untersuchungen wurde vorgeschlagen, die Populationsformen nicht als separate Formen, sondern als Varianten zu behandeln, somit als monotypisch.
Die Art wird derzeit (2025) von der American Ornithological Society als monotypisch angesehen.
Die Weltvogel-Datenbank Avibase, das Nachfolgeprojekt für das Handbook of the Birds of the World Birds of the World und die von der International Ornithologists’ Union geführte World Bird List erkennen folgende Unterarten an:
- P. l. limae Snethlage, 1924, Nominatform, – Ost- und Zentralbrasilien (Paraíba, Pernambuco und Alagoas)
- P. l. fulvescens Stager, 1961, – Nordostbrasilien (Ceará und Rio Grande do Norte)

## Stimme
Der Gesang des Männchens wird als hohe schnelle Folge von Trillern beschrieben, die mit höheren und längeren Lauten beginnen und mit kürzeren tieferen enden. Der Ruf besteht aus unregelmäßigen kurzen, hohen Lauten.

## Lebensweise
Die Art ist ein Standvogel. Die Nahrung besteht aus Insekten, die auf dünnen Ästen gesucht werden. Die Brutzeit liegt zwischen November bis August. Das Gelege besteht aus 1–4 Eiern. Beide Elternvögel brüten und versorgen die Nestlinge.

## Gefährdungssituation
Der Bestand gilt als „nicht gefährdet“ (least Concern).